# Baguer-Morvan
Baguer-Morvan es una localidad y comuna francesa en la región administrativa de Bretaña, en el departamento de Ille y Vilaine y distrito de Saint-Malo. 

## Demografía
| 1253 | 1150 | 1326 | 1347 | 1306 | 1337 |
| Para los censos de 1962 a 1999 la población legal corresponde a la población sin duplicidades (Fuente: INSEE [Consultar]) |      |      |      |      |      |